# Constant Puyo

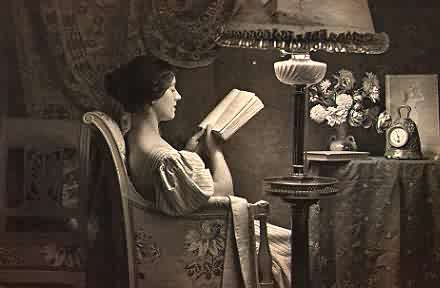
Constant Puyo: La veillée, 1895

Charles Émile Joachim Constant Puyo zvaný Commandant Puyo (* 1857 Morlaix, Finistère, Francie - 1933 Paříž) byl francouzský piktorialistický portrétní fotograf. Byl členem spolku Fotosecese, kruhu vysoce kreativních a vlivných fotografů, jejichž úsilí pomohlo vynést fotografii na úroveň umělecké formy.

## Život a dílo
Po studiích na École Polytechnique Puyo vstoupil do armády. Kolem roku 1889 začal působit jako amatérský fotograf. V roce 1894 vstoupil do Photo-Clubu de Paris, kde se zúčastňoval každoročních výstav.
Ve své knize Notes sur la Photographie artistique z roku 1896 se zaobíral záležitostmi fotografické techniky a teorie. V roce 1902 odešel z armády a věnoval se výlučně fotografii a stal se členem spolku Fotosecese. Některé z jeho práce byly otištěny v magazínu Alfreda Stieglitze Camera Work. Spolu se svými krajany Robertem Demachym a René Le Beguem měli v roce 1906 výstavu v Stieglitzově Galerii 291 v New Yorku. Puyo často s fotografiemi manipuloval, velmi rád používal rozostření, aby v jeho fotografiích dosáhnout "impresionistického účinku". Jeho fotografie krajiny často pořizoval v rozptýleném světle, které dává scéně snový aspekt. Využíval a zobrazoval také odrazy světla a odlesky vody. Spolu se svým současníkem Robertem Demachym používal a vylepšil proces gumotisku.
Po opuštění Fotoklubu a přibližující se válkou v roce 1914 vstoupil Puyo do armády. Zastával hodnost kapitána (odtud přezdívka „Commandant Puyo“). Fotografii se věnoval až do své smrti, pořádal výstavy, semináře a psal knihy o fotografické teorii. V roce 1931 zorganizoval se svým přítelem Demachym retrospektivu v Paříži.
Constant Puyo byl také členem spolku Linked Ring a Société française de Photographie (SFP). Sbírka jeho fotografií je nyní v Muzeu Nicéphore Niépceho v Chalon-sur-Saône.

## Výstavy
- 2005: Paris Photo 2005
- 2007: Galerie Michèle Chomette
- 2008-2009: Musée de Morlaix et Centre atlantique de la photographie à Brest
- 2009: Musée de La Roche / Yon

## Galerie

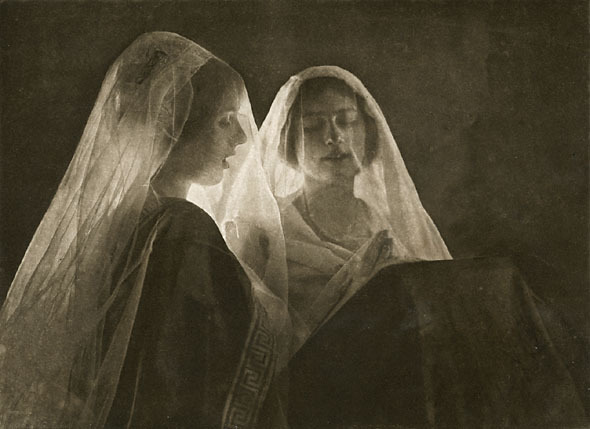
Constant Puyo: Zahalené ženy, okolo 1900
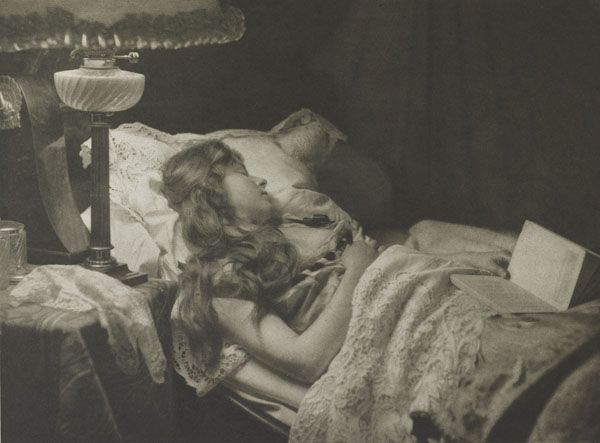
Constant Puyo: Spící , 1897
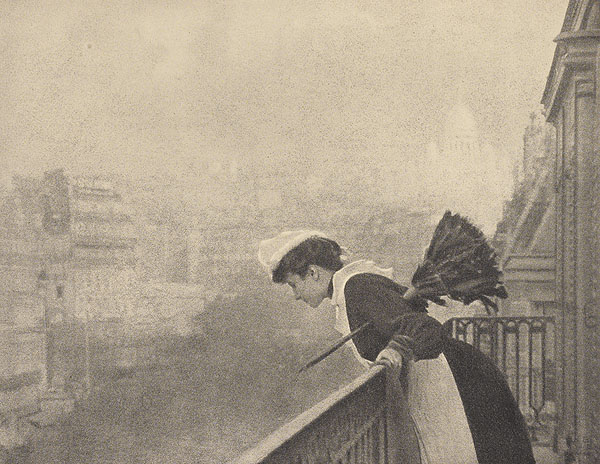
Constant Puyo: Montmartre, 1906
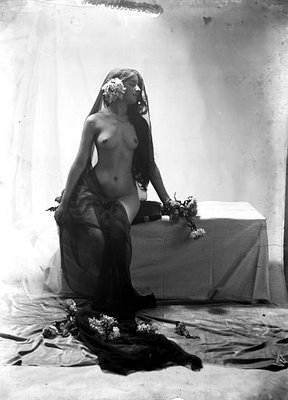
Akt, asi 1900
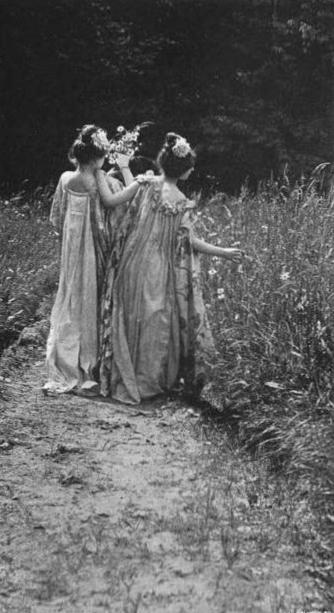
Léto, publikováno 1899
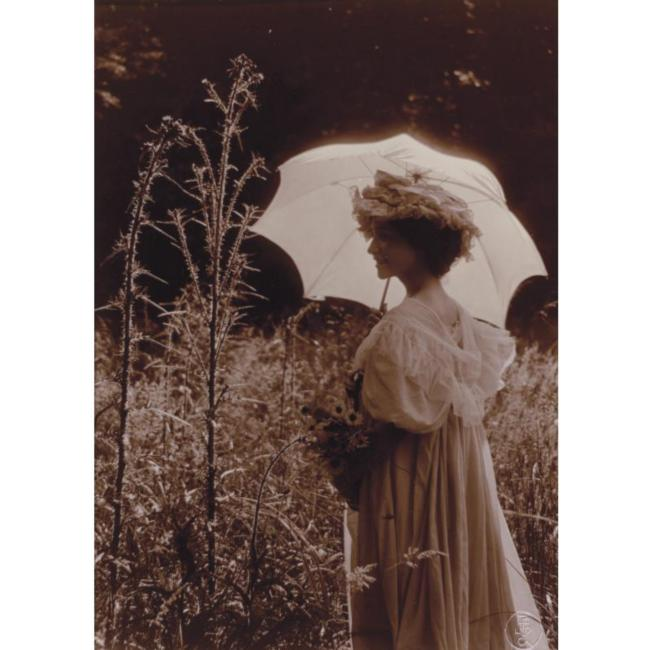
Dívka s parapletem, 1909
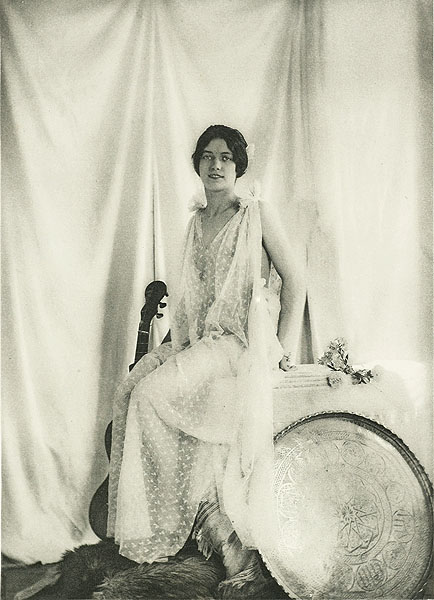
Fantasie en blanc
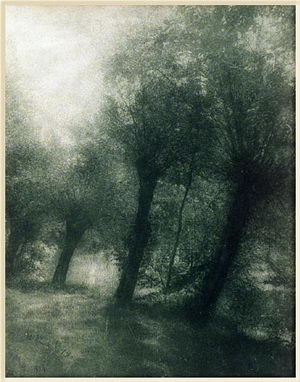
Studie stromu, 1914
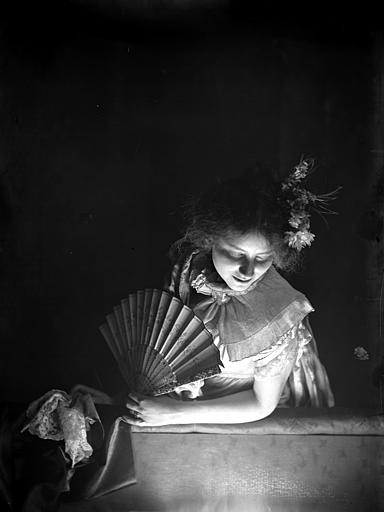
Dívka s vějířem, inscenováno
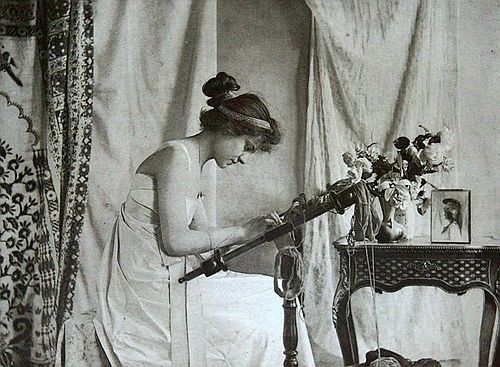
Neznámá dívka, 1894
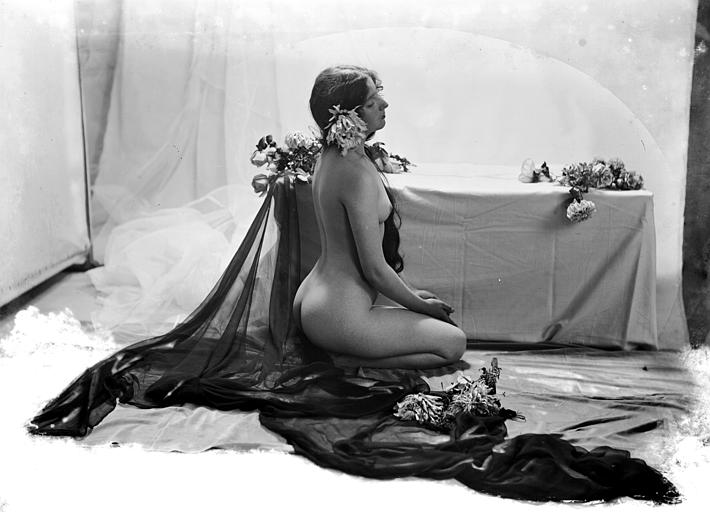
Akt

#### Knihy o Constantu Puyovi (výběr)
- 1904: Le Procédé à la gomme bichromatée, traité pratique et élémentaire à l'usage des commençants. Photo-Club de Paris
- 1904: Pour les débutants; mit Étienne Wallon, Photo-Club de Paris
- 1907: Le Procédé Rawlins à l'huile. Photo-Club de Paris
- 1911: Le Procédé à l'huile. Nouvelle édition, refondue et augmentée. C. Mendel